# Kanab
Kanab é uma cidade localizada no estado norte-americano de Utah, no Condado de Kane.

## Demografia
Segundo o censo norte-americano de 2000, a sua população era de 3564 habitantes.
Em 2006, foi estimada uma população de 3754, um aumento de 190 (5.3%).

## Geografia
De acordo com o United States Census Bureau tem uma área de
36,4 km², dos quais 36,3 km² cobertos por terra e 0,1 km² cobertos por água. Kanab localiza-se a aproximadamente 1515 m acima do nível do mar.

## Curiosidade
A cidade tem uma lei, em processo de revisão, que proíbe biquinis em piscinas.

## Localidades na vizinhança
O diagrama seguinte representa as localidades num raio de 36 km ao redor de Kanab.